# 산성버스
산성버스는 부산광역시 금정구 금성동에 본사를 둔 마을버스 운송 업체이다.

## 차고지
- 부산광역시 금정구 산성로 530-1 (금성동) (본사)

## 운행 노선
- 금정1번 (산성 - 화명수목원 - 126번종점 - 화명역·롯데마트 - 와석 - 화명주공 - 수정역 - 구룡사 - 덕천교차로 - 구포시장)